# Alessandro Marzaroli

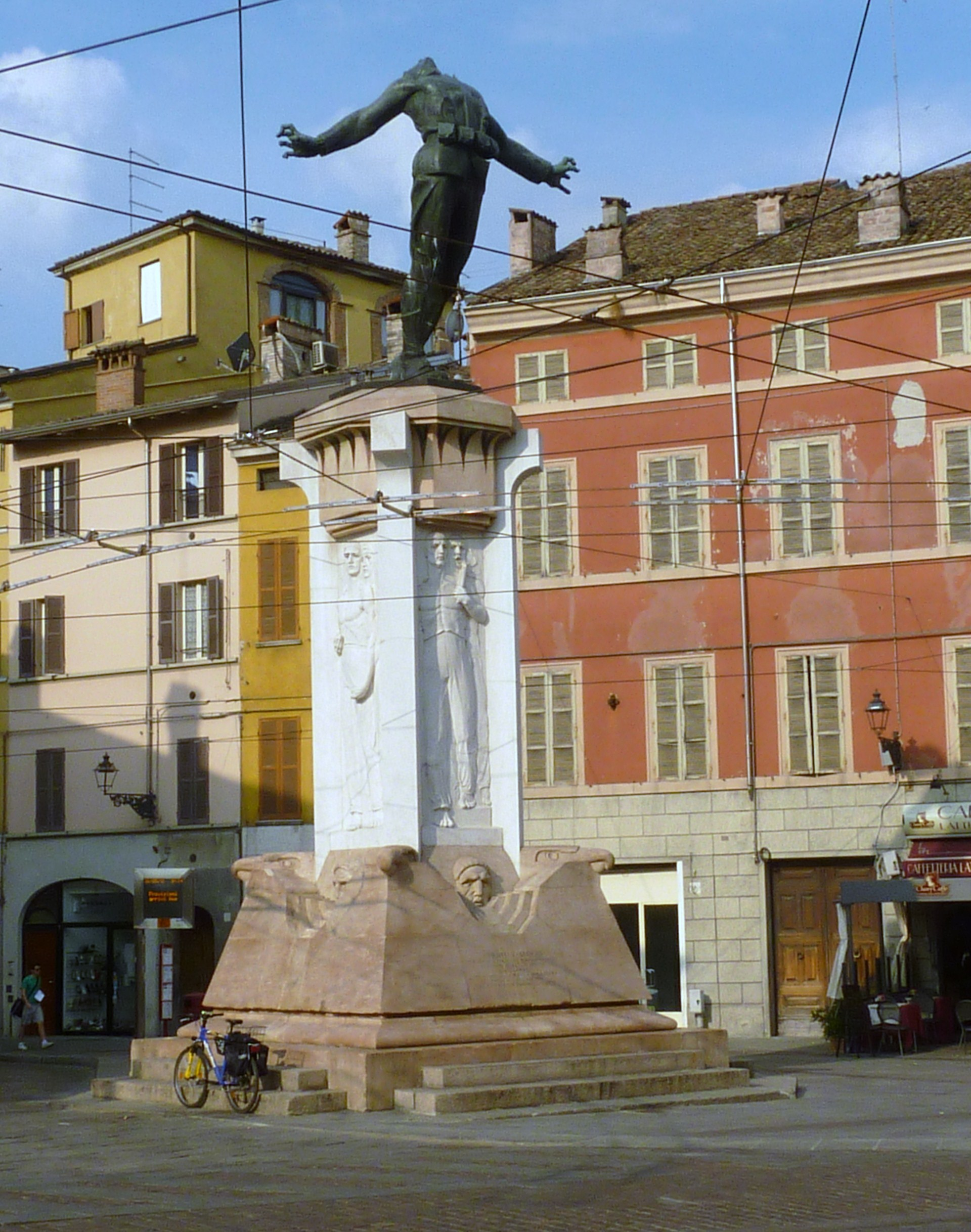
Il monumento a Filippo Corridoni nella piazza omonima a Parma.

Alessandro Marzaroli (Parma, 13 marzo 1868 – Parma, 23 febbraio 1951) è stato uno scultore italiano.

## Biografia
Figlio di Cristoforo, anch'egli scultore, rimase orfano del padre all'età di soli tre anni. Studiò all'Accademia di Belle Arti di Parma, città in cui svolse la sua attività di scultore.
Nel 1913 vinse a Roma il concorso per l’insegnamento, ottenendo la docenza alla stessa Accademia  parmense di Belle Arti, della quale fu stimato professore per ventisette anni. Tra le sculture eseguite a Parma sono da ricordare le figure poste agli angoli del Salone delle Poste in via Melloni, il busto di Pellegrino de Strobel all'università di Parma, il Monumento ai Caduti di Adua nel portico del Municipio, il busto in gesso di Cesare Battisti. 
La sua opera più significativa è però il grande monumento di Filippo Corridoni colpito a morte, che orna l'omonima piazza in Oltretorrente, al termine del Ponte di Mezzo. Diversi altri suoi lavori si trovano al cimitero della Villetta: il patriota garibaldino Pecchioni, le tombe Calvi, Bocchi, Varoli.
Scolpì anche alcune statue (Traviata, Alzira e Masnadieri) del Monumento a Verdi dello Ximenes, situato nei pressi della stazione ferroviaria, che fu gravemente danneggiato da un bombardamento aereo della 2ª Guerra mondiale e poi demolito.